# ضربه عالی توقف‌ناپذیر
ضربه عالی توقف‌ناپذیر (کره‌ای: 거침없이 하이킥; لاتین‌نویسی اصلاح‌شده: Geochimeopsi Haikik) یک مجموعهٔ تلویزیونی سیتکام کره جنوبی است که حول محور خانوادهٔ لی می‌چرخد. این مجموعه در کره جنوبی از ۶ نوامبر ۲۰۰۶ تا ۱۳ ژوئیه ۲۰۰۷، از دوشنبه تا چهارشنبه از ام‌بی‌سی در قالب سیتکام پخش شد. مجموعه‌های ضربه عالی روی پشت بام که در سال ۲۰۰۹–۲۰۱۰، و ضربه عالی انتقام پاکوتاه که در سال ۲۰۱۱–۲۰۱۲ پخش شدند، دنباله‌های ضربه عالی توقف‌ناپذیر هستند.